# Dastan Satpaev
Dastan Talğatūly Sätbaev (in kazako Дастан Талғатұлы Сәтбаев?; Almaty, 12 agosto 2008) è un calciatore kazako, attaccante del Qairat e della nazionale kazaka.

## Carriera

### Club
Cresciuto nel settore giovanile del Kairat Almaty, esordisce in prima squadra il 2 marzo 2025. Il 10 febbraio 2025 viene acquistato dal Chelsea per circa 4 milioni di euro, dove si trasferirà nel 2026.

### Nazionale
Ha giocato nelle nazionali giovanili dell'Under-17 ed Under-21.
Il 19 marzo 2025 esordisce in nazionale maggiore nell'amichevole vinta 2-0 contro Curaçao. 

## Statistiche

### Presenze e reti nei club
Statistiche aggiornate al 7 agosto 2025.
| Stagione        | Squadra         | Campionato      | Campionato | Campionato | Coppe nazionali | Coppe nazionali | Coppe nazionali | Coppe continentali | Coppe continentali | Coppe continentali | Altre coppe | Altre coppe | Altre coppe | Totale | Totale | Totale |
| Stagione        | Squadra         | Comp            | Pres       | Reti       | Comp            | Pres            | Reti            | Comp               | Pres               | Reti               | Comp        | Pres        | Reti        | Pres   | Reti   |        |
| --------------- | --------------- | --------------- | ---------- | ---------- | --------------- | --------------- | --------------- | ------------------ | ------------------ | ------------------ | ----------- | ----------- | ----------- | ------ | ------ | ------ |
| 2024            | Qairat          | PL              | 0          | 0          | CK+CdL          | 0+1             | 0               |                    | -                  | -                  |             | -           | -           | 1      | 0      |        |
| 2025            | Qairat          | PL              | 19         | 8          | CK              | 2               | 1               | UCL                | 5                  | 3                  | SK          | 1           | 0           | 27     | 12     |        |
| Totale carriera | Totale carriera | Totale carriera | 19         | 8          |                 | 3               | 1               |                    | 5                  | 3                  |             | 1           | 0           | 28     | 12     |        |

### Cronologia presenze e reti in nazionale
| Cronologia completa delle presenze e delle reti in nazionale ― Kazakistan | Cronologia completa delle presenze e delle reti in nazionale ― Kazakistan | Cronologia completa delle presenze e delle reti in nazionale ― Kazakistan | Cronologia completa delle presenze e delle reti in nazionale ― Kazakistan | Cronologia completa delle presenze e delle reti in nazionale ― Kazakistan | Cronologia completa delle presenze e delle reti in nazionale ― Kazakistan | Cronologia completa delle presenze e delle reti in nazionale ― Kazakistan | Cronologia completa delle presenze e delle reti in nazionale ― Kazakistan |
| Data                                                                      | Città                                                                     | In casa                                                                   | Risultato                                                                 | Ospiti                                                                    | Competizione                                                              | Reti                                                                      | Note                                                                      |
| ------------------------------------------------------------------------- | ------------------------------------------------------------------------- | ------------------------------------------------------------------------- | ------------------------------------------------------------------------- | ------------------------------------------------------------------------- | ------------------------------------------------------------------------- | ------------------------------------------------------------------------- | ------------------------------------------------------------------------- |
| 19-3-2025                                                                 | Adalia                                                                    | Curaçao                                                                   | 0 – 2                                                                     | Kazakistan                                                                | Amichevole                                                                | -                                                                         | Ingresso                                                                  |
| 22-3-2025                                                                 | Cardiff                                                                   | Galles                                                                    | 3 – 1                                                                     | Kazakistan                                                                | Qual. Mondiali 2026                                                       | -                                                                         | 74’                                                                       |
| 25-3-2025                                                                 | Vaduz                                                                     | Liechtenstein                                                             | 0 – 2                                                                     | Kazakistan                                                                | Qual. Mondiali 2026                                                       | -                                                                         | 77’                                                                       |
| 9-6-2025                                                                  | Astana                                                                    | Kazakistan                                                                | 0 – 1                                                                     | Macedonia del Nord                                                        | Qual. Mondiali 2026                                                       | -                                                                         | 59’                                                                       |
| Totale                                                                    |                                                                           | Presenze                                                                  | 4                                                                         |                                                                           | Reti                                                                      | 0                                                                         |                                                                           |

## Palmarès

### Club

#### Competizioni nazionali
- Supercoppa del Kazakistan: 1

Qairat: 2025